# 葛庆同
葛庆同（?—?），湖南省長沙府善化縣（今湖南长沙）人，清朝政治人物、同進士出身。
光緒九年，登進士；同年五月，著交吏部掣签分发各省，以知县即用。1885年，接替吴观乐任宝山县知县一职，1889年由王椿荫接任。